# Велика Британія на зимових Олімпійських іграх 2002
Велику Британію на зимових Олімпійських іграх 2002 року у Солт-Лейк-Сіті (США) представляли сорок дев'ять спортсменів (31 чоловік та 18 жінок) в одинадцяти видах спорту. Прапороносцем на церемонії відкриття Олімпіади став біатлоніст Майкл Діксон, а на церемонії закриття — керлінгістка Рона Мартін.
Команда завоювала дві медалі — золоту та бронзову. Збірна Великої Британії зайняла 18 неофіційне загальнокомандне місце.

## Медалісти
| Медалі | Спортсмени                                             | Вид спорту | Дисципліна     |
| ------ | ------------------------------------------------------ | ---------- | -------------- |
| Золото | Рона Мартін Дебора Нокс Фіона Макдональд Дженіс Ренкін | керлінг    | жіночий турнір |
| Бронза | Алекс Кумбер                                           | Скелетон   | жінки          |

Алейн Бакстер прийшов третім у чоловічому слаломі, проте пізніше його викрили у застосуванні заборонених речовин, зокрема метамфетаміну. Сам спортсмен заперечував умисне використання препарату, але Всесвітнє антидопінгове агентство, тим не менш, позбавило його медалі та дискваліфікувало на три місяці.

## Спортсмени
| Вид спорту          | Чоловіки | Жінки | Всього |
| ------------------- | -------- | ----- | ------ |
| Біатлон             | 4        | 0     | 4      |
| Бобслей             | 10       | 4     | 14     |
| Гірськолижний спорт | 4        | 2     | 6      |
| Керлінг             | 5        | 5     | 10     |
| Санний спорт        | 1        | 0     | 1      |
| Скелетон            | 1        | 1     | 2      |
| Сноубординг         | 0        | 1     | 1      |
| Стрибки з трампліна | 1        | 0     | 1      |
| Фігурне катання     | 1        | 1     | 2      |
| Фристайл            | 1        | 2     | 3      |
| Шорт-трек           | 3        | 2     | 5      |
| Усього              | 31       | 18    | 49     |

## Біатлон
| Дисципліна                     | Спортсмен                                        | Промахи | Час       | Місце |
| ------------------------------ | ------------------------------------------------ | ------- | --------- | ----- |
| спринт (чоловіки)              | Майк Діксон                                      | 1       | 28:58.7   | 74    |
| спринт (чоловіки)              | Марк Гі                                          | 2       | 28:57.8   | 72    |
| спринт (чоловіки)              | Джейсон Скленар                                  | 4       | 28:43.4   | 71    |
| індивідуальна гонка (чоловіки) | Марк Гі                                          | 5       | 57:10.2   | 81    |
| індивідуальна гонка (чоловіки) | Майк Діксон                                      | 5       | 57:04.9   | 79    |
| індивідуальна гонка (чоловіки) | Джейсон Скленар                                  | 3       | 54:27.2   | 48    |
| естафета (чоловіки)            | Джейсон Скленар Марк Гі Майк Діксон Г'ю Прітчард | 0       | 1'36:06.0 | 19    |

## Бобслей
| След  | Спортсмени                                        | Дисципліна          | 1-й заїзд | 1-й заїзд | 2-й заїзд | 2-й заїзд | 3-й заїзд | 3-й заїзд | 4-й заїзд | 4-й заїзд | Сума    | Сума  |
| След  | Спортсмени                                        | Дисципліна          | Час       | Місце     | Час       | Місце     | Час       | Місце     | Час       | Місце     | Час     | Місце |
| ----- | ------------------------------------------------- | ------------------- | --------- | --------- | --------- | --------- | --------- | --------- | --------- | --------- | ------- | ----- |
| GBR-1 | Маркус Адам Лі Джонстон                           | двійки (чоловіки)   | 48.04     | 10        | 48.16     | 13        | 48.05     | 10        | 48.02     | 10        | 3:12.27 | 10    |
| GBR-2 | Колін Брайс Ніл Скарісбрік                        | двійки (чоловіки)   | 48.44     | 23        | 48.46     | 22        | 48.72     | 26        | 48.50     | 21        | 3:14.12 | 22    |
| GBR-1 | Ніл Скарісбрік Скотт Райдер Філіп Гедлак Дін Ворд | четвірки (чоловіки) | 47.09     | 13        | 47.05     | 13        | 47.44     | 9         | 47.79     | 12        | 3:09.37 | 11    |
| GBR-2 | Лі Джонстон Філіп Гарріс Дейв Маккалла Пол Етвуд  | четвірки (чоловіки) | 47.06     | 12        | 47.32     | 19        | 47.41     | 7         | 47.98     | 16        | 3:09.77 | 14    |
| GBR-1 | Шеріл Доун Нікола Мінік'єлло                      | двійки (жінки)      | 50.10     | 13        | 49.79     | 12        |           |           |           |           | 1:39.89 | 12    |
| GBR-2 | Мішель Кой Джекі Девіс                            | двійки (жінки)      | 49.77     | 11        | 49.78     | 11        |           |           |           |           | 1:39.55 | 11    |

## Гірськолижний спорт
| Спортсмен            | Дисципліна                    | Спуск 1           | Спуск 2 | Разом             | Разом |
| Спортсмен            | Дисципліна                    | Час               | Час     | Час               | Місце |
| -------------------- | ----------------------------- | ----------------- | ------- | ----------------- | ----- |
| Росс Грін            | гігантський слалом (чоловіки) | 1:15.90           | 1:13.41 | 2:29.31           | 29    |
| Ален Бакстер         | слалом (чоловіки)             | дискваліфікований | –       | дискваліфікований | –     |
| Гарет Трейнер        | слалом (чоловіки)             | 54.48             | 56.33   | 1:50.91           | 22    |
| Ноель Бакстер        | слалом (чоловіки)             | 53.66             | 55.98   | 1:49.64           | 20    |
| Чеммі Елкотт         | швидкісний спуск (жінки)      |                   |         | 1:45.98           | 32    |
| Чеммі Елкотт         | супергігант (жінки)           |                   |         | 1:17.34           | 28    |
| Чеммі Елкотт         | гігантський слалом (жінки)    | 1:20.25           | 1:18.22 | 2:38.47           | 30    |
| Чеммі Елкотт         | слалом (жінки)                | не фінішувала     | –       | DNF               | –     |
| Емма Керрік-Андерсон | слалом (жінки)                | 56.25             | 57.54   | 1:53.79           | 19    |

Комбінація
| Спортсмен    | Дисципліна            | Швидкісний спуск | Слалом | Слалом | Разом         | Разом |
| Спортсмен    | Дисципліна            | Час              | Час    | Час    | Загальний час | Місце |
| ------------ | --------------------- | ---------------- | ------ | ------ | ------------- | ----- |
| Росс Грін    | комбінація (чоловіки) | 1:43.30          | 49.97  | 55.84  | 3:29.11       | 15    |
| Чеммі Елкотт | комбінація (жінки)    | 1:19.06          | 47.27  | 45.01  | 2:51.34       | 14    |

## Керлінг

### Чоловічий турнір
| Позиція  | Керлінгіст      |
| -------- | --------------- |
| Скіп     | Геммі Макміллан |
| Третій   | Ворвік Сміт     |
| Другий   | Еван Макдональд |
| Лідер    | Пітер Лоудон    |
| Запасний | Норман Браун    |

| Країна          | Скіп                   | W | L |
| --------------- | ---------------------- | - | - |
| Канада          | Кевін Мартін           | 8 | 1 |
| Норвегія        | Пол Трулсен            | 7 | 2 |
| Швейцарія       | Андреас Шваллер        | 6 | 3 |
| Швеція          | Пея Ліндгольм          | 6 | 3 |
| Фінляндія       | Маркку Уусіпаавленіємі | 5 | 4 |
| Німеччина       | Себастьян Шток         | 4 | 5 |
| Данія           | Ульрик Шмідт           | 3 | 6 |
| Велика Британія | Геммі Макміллан        | 3 | 6 |
| США             | Тім Сомервіль          | 3 | 6 |
| Франція         | Домінік Дюпон-Рок      | 0 | 9 |

| Команда 1       | Рахунок | Команда 2       |
| --------------- | ------- | --------------- |
| Канада          | 6–4     | Велика Британія |
| Швеція          | 7–2     | Велика Британія |
| Велика Британія | 6–7     | Норвегія        |
| Велика Британія | 7–6     | Німеччина       |
| Велика Британія | 4–6     | Фінляндія       |
| Велика Британія | 5–6     | Данія           |
| Швейцарія       | 10–4    | Велика Британія |
| Франція         | 3–7     | Велика Британія |
| Велика Британія | 7–6     | США             |

Велика Британія зайняла 8 місце у груповому турнірі і не пройшла до півфіналу.

### Жіночий турнір
| Позиція  | Керлінгістка     |
| -------- | ---------------- |
| Скіп     | Рона Мартін      |
| Третя    | Дебора Нокс      |
| Друга    | Фіона Макдональд |
| Лідер    | Дженіс Ренкін    |
| У запасі | Маргарет Мортон  |

| Країна          | Скіп               | W | L |
| --------------- | ------------------ | - | - |
| Канада          | Келлі Ло           | 8 | 1 |
| Швейцарія       | Люція Ебнотер      | 7 | 2 |
| США             | Карі Еріксон       | 6 | 3 |
| Велика Британія | Рона Мартін        | 5 | 4 |
| Німеччина       | Наталі Несслер     | 5 | 4 |
| Швеція          | Елізабет Густафсон | 5 | 4 |
| Норвегія        | Дорді Нордбю       | 4 | 5 |
| Японія          | Акіко Като         | 2 | 7 |
| Данія           | Лене Бідструп      | 2 | 7 |
| Росія           | Ольга Жаркова      | 1 | 8 |

| Команда 1       | Рахунок | Команда 2       |
| --------------- | ------- | --------------- |
| Велика Британія | 10–6    | Норвегія        |
| Швеція          | 7–4     | Велика Британія |
| Велика Британія | 9–1     | Японія          |
| Росія           | 5–8     | Велика Британія |
| Канада          | 9–4     | Велика Британія |
| Велика Британія | 7–4     | Швейцарія       |
| Велика Британія | 8–6     | Данія           |
| Велика Британія | 5–6     | США             |
| Велика Британія | 5–7     | Німеччина       |

Тайбрейк 1
| Команда 1 | Рахунок | Команда 2       |
| --------- | ------- | --------------- |
| Швеція    | 4–6     | Велика Британія |

Tie-Тайбрейк 2
| Команда 1       | Рахунок | Команда 2 |
| --------------- | ------- | --------- |
| Велика Британія | 9–5     | Німеччина |

Півфінал
| Майданчик D              | 1 | 2 | 3 | 4 | 5 | 6 | 7 | 8 | 9 | 10 | Загалом |
| Велика Британія (Martin) | 0 | 0 | 1 | 2 | 0 | 0 | 2 | 0 | 0 | 1  | 6       |
| Канада (Law)             | 1 | 0 | 0 | 0 | 1 | 1 | 0 | 1 | 1 | 0  | 5       |

Фінал
| Майданчик C              | 1 | 2 | 3 | 4 | 5 | 6 | 7 | 8 | 9 | 10 | Загалом |
| Швейцарія (Ebnöther)     | 0 | 0 | 0 | 1 | 0 | 0 | 0 | 1 | 1 | 0  | 3       |
| Велика Британія (Martin) | 0 | 0 | 0 | 0 | 2 | 0 | 1 | 0 | 0 | 1  | 4       |

Команда Великої Британії стала олімпійським чемпіоном з жіночого керлінгу.

## Санний спорт
| Спортсмен   | Дисципліна                | 1-й заїзд | 1-й заїзд | 2-й заїзд | 2-й заїзд | 3-й заїзд | 3-й заїзд | 4-й заїзд | 4-й заїзд | Сума     | Сума  |
| Спортсмен   | Дисципліна                | Час       | Місце     | Час       | Місце     | Час       | Місце     | Час       | Місце     | Час      | Місце |
| ----------- | ------------------------- | --------- | --------- | --------- | --------- | --------- | --------- | --------- | --------- | -------- | ----- |
| Марк Гаттон | одномісні сани (чоловіки) | 45.391    | 24        | 45.509    | 27        | 45.107    | 26        | 45.559    | 25        | 3:01.566 | 25    |

## Скелетон
| Спортсмен      | Дисципліна | 1-й заїзд | 1-й заїзд | 2-й заїзд | 2-й заїзд | Сума    | Сума  |
| Спортсмен      | Дисципліна | Час       | Місце     | Час       | Місце     | Час     | Місце |
| -------------- | ---------- | --------- | --------- | --------- | --------- | ------- | ----- |
| Крістан Бромлі | чоловіки   | 52.17     | 19        | 51.26     | 6         | 1:43.43 | 13    |
| Алекс Кумбер   | жінки      | 52.48     | 3         | 52.89     | 3         | 1:45.37 | 3     |

## Сноубординг
Хафпайп
| Спортсмени     | Дисципліна      | Кваліфікаційний заїзд 1 | Кваліфікаційний заїзд 1 | Кваліфікаційний заїзд 2 | Кваліфікаційний заїзд 2 | Фінал           | Фінал           | Фінал |
| Спортсмени     | Дисципліна      | Бали                    | Місце                   | Бали                    | Місце                   | Заїзд 1         | Заїзд 2         | Місце |
| -------------- | --------------- | ----------------------- | ----------------------- | ----------------------- | ----------------------- | --------------- | --------------- | ----- |
| Леслі Маккенна | хафпайп (жінки) | 12.5                    | 23                      | 25.63                   | 11                      | Did not advance | Did not advance |       |

## Стрибки з трампліна
| Athlete        | Event               | Qualifying jump | Qualifying jump | Qualifying jump | Final jump 1    | Final jump 1    | Final jump 1    | Final jump 2    | Final jump 2    | Total           | Total           |
| Athlete        | Event               | Distance        | Points          | Rank            | Distance        | Points          | Rank            | Distance        | Points          | Points          | Rank            |
| -------------- | ------------------- | --------------- | --------------- | --------------- | --------------- | --------------- | --------------- | --------------- | --------------- | --------------- | --------------- |
| Глінн Педерсен | Нормальний трамплін | 78.5            | 88.0            | 43              | Did not advance | Did not advance | Did not advance | Did not advance | Did not advance | Did not advance | Did not advance |
| Глінн Педерсен | Великий трамплін    | 91.0            | 56.3            | 48              | Did not advance | Did not advance | Did not advance | Did not advance | Did not advance | Did not advance | Did not advance |

## Фігурне катання
| Спортсмени                    | Змагання       | Бали | CD1 | CD2 | OD | FD | Місце |
| ----------------------------- | -------------- | ---- | --- | --- | -- | -- | ----- |
| Маріка Гемфрі Віталій Баранов | танці на льоду | 30.4 | 16  | 16  | 15 | 15 | 15    |

## Фристайл
| Спортсмени       | Дисципліна       | Кваліфікація | Кваліфікація | Кваліфікація | Фінал           | Фінал           | Фінал           |
| Спортсмени       | Дисципліна       | Час          | Бали         | Місце        | Час             | Бали            | Місце           |
| ---------------- | ---------------- | ------------ | ------------ | ------------ | --------------- | --------------- | --------------- |
| Сем Темпл        | могул (чоловіки) | 51.10        | 9.03         | 29           | Did not advance | Did not advance | Did not advance |
| Лаура Дональдсон | могул (жінки)    | 43.57        | 18.41        | 29           | Did not advance | Did not advance | Did not advance |
| Джоан Бромфілд   | могул (жінки)    | 45.48        | 18.75        | 28           | Did not advance | Did not advance | Did not advance |

## Шорт-трек
| Спортсмен     | Дисципліна             | Попередній заїзд | Попередній заїзд | Чвертьфінал     | Чвертьфінал     | Півфінал        | Півфінал        | Фінал           | Фінал           |
| Спортсмен     | Дисципліна             | Час              | Місце            | Час             | Місце           | Час             | Місце           | Час             | Місце           |
| ------------- | ---------------------- | ---------------- | ---------------- | --------------- | --------------- | --------------- | --------------- | --------------- | --------------- |
| Дейв Аллардіс | 500 метрів (чоловіки)  | 42.980           | 3                | Did not advance | Did not advance | Did not advance | Did not advance | Did not advance | Did not advance |
| Леон Флек     | 500 метрів (чоловіки)  | 43.965           | 3                | Did not advance | Did not advance | Did not advance | Did not advance | Did not advance | Did not advance |
| Леон Флек     | 1000 метрів (чоловіки) | 1:29.584         | 2 Q              | 1:28.604        | 4               | Did not advance | Did not advance | Did not advance | Did not advance |
| Ніккі Гуч     | 1000 метрів (чоловіки) | 1:38.034         | 4                | Did not advance | Did not advance | Did not advance | Did not advance | Did not advance | Did not advance |
| Ніккі Гуч     | 1500 метрів (чоловіки) | 2:27.084         | 3 Q              |                 |                 | 2:25.903        | 5               | Did not advance | Did not advance |
| Леон Флек     | 1500 метрів (чоловіки) | 2:25.832         | 4                | Did not advance | Did not advance | Did not advance | Did not advance | Did not advance | Did not advance |
| Джо Вільямс   | 500 метрів (жінки)     | 46.631           | 3                | Did not advance | Did not advance | Did not advance | Did not advance | Did not advance | Did not advance |
| Сара Ліндсей  | 500 метрів (жінки)     | 45.641           | 1 Q              | 44.912          | 3               | Did not advance | Did not advance | Did not advance | Did not advance |
| Сара Ліндсей  | 1000 метрів (жінки)    | 1:42.157         | 2 Q              | 1:36.753        | 3               | Did not advance | Did not advance | Did not advance | Did not advance |
| Джо Вільямс   | 1000 метрів (жінки)    | 1:39.672         | 1 Q              | 1:34.373        | 4               | Did not advance | Did not advance | Did not advance | Did not advance |
| Джо Вільямс   | 1500 метрів (жінки)    | 2:27.845         | 4                | Did not advance | Did not advance | Did not advance | Did not advance | Did not advance | Did not advance |
| Сара Ліндсей  | 1500 метрів (жінки)    | 3:01.223         | 5                | Did not advance | Did not advance | Did not advance | Did not advance | Did not advance | Did not advance |